# Jürgen Mössmer
Jürgen Mössmer (Reutlingen, 1989. június 11. –) brazil származású német labdarúgó, az 1. FC Nürnberg hátvédje.